# Anactinia indiana
Anactinia indiana är en korallart som först beskrevs av Bamford 1912.  Anactinia indiana ingår i släktet Anactinia och familjen Arachnactidae. Inga underarter finns listade i Catalogue of Life.